# Xiliàievo
Xiliàievo (en rus: Шиляево) és un poble de la República de Komi, a Rússia, segons el cens del 2010 tenia 18 habitants.